# Палячи
„Палячи“ (на италиански: Pagliacci) е музикална драма в две действия и пролог, шедьовър на италианското оперно течение веризъм. Музиката и либретото са на Руджеро Леонкавало. Операта е неговото най-известно произведение, има голям успех сред публиката още с първото си представление, продължава да е много популярна и днес, а ариозо на Канио е една от най-изпълняваните партии.
Продължителността на постановката е около 70 мин, традиционно се изнася заедно с операта Селска чест на Маскани. Общите спектакли се наричат понякога „Кав и Пал“ (или „Кав-Пал“), съкратено от италианските названия на двете веристки опери – Cavalleria rusticana и Pagliacci.
Световната премиерата е на 21 май 1892 г. в Милано. През следващата година се изнасят премиерните представления в Лондон, Ню Йорк, Москва.

## История

### Създаване на операта
Историята на „Палячи“ започва с операта „Селска чест“ на Пиетро Маскани. Тя поставя начало на новото оперно течение, веризъм, през 1890 г. печели организирания от миланския издател Едоардо Сонзоньо (Edoardo Sonzogno) конкурс за едноактна опера и има много голям успех. Леонкавало, свидетел на успеха на Маскани и увлечен от идеите на веризма, решава да създаде подобна творба и така се появява „Палячи“. Операта обаче е двуактна и поради тази причина не е допусната към конкурса.
Между 1882 и 1887 г. Леонкавало живее и работи в Париж. Там той се запознава с френския баритон Виктор Морел (Victor Maurel), който е впечатлен от младия композитор и му помага да се свърже с влиятелната издателска къща за музика Каза Рикорди (Casa Ricordi). Като отговор на услугата Леонкавало създава „Палячи“, имайки предвид роля за Морел. Работата над операта започва в края на 1891 г. и продължава няколко месеца. Операта по същество е за тенор и за да изпъкне повече изпълнението на Морел, за неговия персонаж Тонио специално се създава разширеният Пролог. По препоръката на Морел сменя се и названието на операта – първоначалното „Палячо“, става „Палячи“, за да се избегне акцента само върху единия герой. Партитурата обаче се предлага не на Каза Рикорди, от сътрудничеството с която Леонкавало не е доволен, а на Сонзоньо. Сонзоньо и Морел използват своите професионални връзки и много скоро уреждат постановката на „Палячи“ в Милано.

### Основа на либретото
След представянето на операта, нейното либрето предизвиква обвинения в плагиат. Предявява ги през 1894 г. френският драматург Катюл Мендес (Catulle Mendès) след като се запознава с превода на операта на френски език. Мендес твърди, че Леонкавало използва за основата на своята опера неговата пиеса от 1887 г „Жената на Табарин“ (La femme de Tabarin). Скоро обаче Мендес се отказва от съдебния си иск, тъй като самият той се оказва заплашен от обвинения в плагиатство. Към Мендес ги предявява испанският драматург Мануел Тамайо-и-Баус (Manuel Tamayo y Baus). По време на всички тези разбирателства Леонкавало твърди, че в основата на „Палячи“ е събитието от неговия живот, на което той е бил свидетел като дете. Той е присъствал на представлението, на което става убийството, а неговият баща, който е бил съдия, е разследвал случая. Леонкавало настоява, че притежава документи, доказващи неговата правота и дори може да представи самия убиец, който е излязъл от затвора и е готов да свидетелства в негова полза. Нито едно от тези доказателства на практика не се представят. Днес, след подробното изучаването на либретото на „Палячи“ и пиесата на Мендес, се смята, че сюжетът на операта има много прилики с нея, а също и с други пиеси, с които Леонкавало се запознава по време на своя престой в Париж.
В реалността твърденията на Леонкавало не са съвсем измислени, макар и да украсяват истинските факти. Историята, на която той е свидетел като дете, е следната. Жертвата е слугата Гаетано Скавело (Gaetano Scavello), който се грижи за малкия Руджеро. Гаетано се намесва в любовната свада между една жена от Монталто и нейния любовник, Луиджи Д'Алесандро (Luigi D’Alessandro), и я защитава от неговите груби нападки. Луиджи и брат му решават да отмъстят на Гаетано за публичното унижение. Една нощ те причакват Гаетано, връщащ се от театър, и му нанасят удар с нож.
В своя разказ за случилото се Леонкавало внася допълнителни по-драматични детайли – убийството е станало пред очите му, убиецът е актьор на комедия дел арте, който е намерил любовно писмо от Скавело в нещата на жена си, жената също е убита. Точната дата на убийството, 5 март 1865 г., Леонкавало заменя с 15 август. На тази дата има църковен празник и в „Палячи“ това е основание за идването на пътуващите комедианти в Монталто.

### Първи представления
Световната премиера на „Палячи“ е на 21 май 1892 г. в Милано, на сцената на Театро дал Верме (Teatro Dal Verme). Диригент е Артуро Тосканини, в ролята на Канио е Фиорело Джиро (Fiorello Giraud), Тонио е Виктор Морел, Коломбина е Аделина Стеле (Adelina Stehle). Постановката има голям успех и в рамките на две години операта се превежда на много езици.
Във Великобритания първото представление е на 19 май 1893 г. в Кралската опера в Ковънт Гардън.
В САЩ „Палячи“ първо се поставя от Оперния театър на Ню Йорк (Grand Opera House) на 15 юни 1893 г., през декември същата година се изнася от Метрополитън опера – на 19 декември в комбинация с „Орфей и Евридика“ на Кристоф Глук, на 22 декември със „Селска чест“ на Маскани.
В Русия, на руски език, операта се представя за първи път в Москва на 11 януари 1893 г. от Руското оперно съдружие на Иполит Прянишников. Същата година „Палячи“ има премиерни постановки на сцените на императорските театри – на 11 ноември в Болшой театър, на 23 ноември в Мариинския театър. През 1894 г. Санктпетербургското оперно съдружие на театралния деец Иван Зазулин представя операта на италиански език, сцената е на Панаевски театър.
През ноември на 1896 г., в Салерно, партията на Канио за първи път се изпълнява от Енрико Карузо. Ролята се превръща във визитната картичка на певеца. Неговият запис през 1902 на „Vesti la giubba“ („Ridi Pagliaccio“) влиза в книгата на рекордите на Гинес с невиждания дотогава тираж от 1 милион копия.
В България операта има премиера на 5 юни 1909 г. Тя е първата постановка на цяла опера на фирмата „Оперна дружба“ и се изнася с название „Палячо“. Диригент е Алоис Мацак, режисьор – К. И. Михайлов-Стоян.

### Действащи лица
- Канио (Палячо) – тенор, собственик на трупа пътуващи комедианти
- Неда (Коломбина) – сопран, съпруга на Канио
- Тонио (Тадео) – баритон, артист от трупата
- Бепо (Арлекин) – тенор, артист от трупата
- Силвио – баритон, млад селянин
- Селянин – бас

### Сюжет
Място и време на действие – малко село Монталто в Калабрия (Италия), на 15 август 1865 г.
В пролога към операта се декларират идеите на веризма, първото действие разказва за събитията, свързани с героите на операта и техните отношения, във второто действие те представят комедия дел арте.

#### Пролог
Дългото оркестровото изпълнение внезапно прекъсва и пред спуснатата завеса излиза един клоун. В ролята на този персонаж от комедията е Тонио. Той разказва, как е била написана операта, че основната ѝ тема са чувствата и страстите на актьорите и че това, което се представя на сцената, се случва и в истинския живот.

#### Първо действие
В малкото италианско селце Монталто хората приветстват пристигането на трупа пътуващи комедианти. Собственикът на трупата, Канио, кани всички на вечерното представление. Селяните с радост се съгласяват и предлагат да почерпят артистите в селската кръчма. Канио и Бепо приемат поканата, но Тонио отказва. Той се опитва да помогне на Неда, примадоната на трупата, да слезе от двуколката. Канио го отстранява – Неда е неговата жена и той не търпи прояви на рицарско внимание към нея. Той е ревнив, готов е да убие всеки свой съперник. След това Канио с приятелите отиват в селото.
Неда остава сама. Тя не обича Канио и е разтревожена от заканата на ревнивия си съпруг. Неда очаква среща със своя любим Силвио, който живее в това село. Идва клоунът Тонио. Той отдавна е влюбен в Неда и иска да разкрие пред нея чувствата си. Неда му се присмива и грубо го отблъсква с камшика си. Тонио се заканва жестоко да отмъсти за обидата и си тръгва.
Появява се младият селянин Силвио. Той убеждава Неда да напусне мъжа си и да избяга с него. Неда отначало се колебае, но после се съгласява и двамата решават да избягат през нощта след представлението. Неочаквано идва Канио, той е чул уговорката им. Силвио се скрива, без да го познаят. Канио иска Неда да назове името на своя любовник. Тя отказва, обезумял от ревност Канио вдига срещу нея нож. Намесва се Бепо, той издърпва ножа от ръцете на Канио и напомня на всички, че трябва да се подготвят за представлението.
Канио остава сам. Той е с разбито сърце и страда, но знае, че представлението трябва да се изнесе, а публиката да бъде забавлявана. Канио тръгва, за да се преоблече за спектакъла.

#### Второ действие
За предстоящото представление на селския площад е построена сцена, около нея в очакване на комедията се събират селяните. Сред тях е и Силвио. Гласовете на селяните стихват, започва комедията „Коломбина“. Коломбина (ролята се изпълнява от Неда) чака своя любовник Арлекин (Бепо). Чува се неговата серенада. Появява се Тадео (Тонио) и започва да се обяснява на Коломбина в любов. Но и в комедията героят на Тонио е отхвърлен, а влезлият през прозореца Арлекин го прогонва. В комедията обаче Тадео не е озлобен, той добродушно благославя влюбените и остава зад вратата на стаята на Коломбина да ги охранява. Благодарение на него любовниците са предупредени за неочакваното идване на Палячо (Канио) и Арлекин успява да избяга. Палячо чува последните думи на Коломбина към Арлекин – те са същите, които Неда е казала по-рано през деня на своя любовник Силвио. Канио, не на себе си от ревност, опитва се да продължи ролята на Палячо в пиесата, но това съвпадение за него е непоносимо. Той маха от себе си театралния си костюм, иска от Неда да каже името на своя любовник. Неда се опитва да спаси представлението и му отговаря с текста на своята роля в пиесата. Но думите ѝ като Коломбина още повече вбесяват Канио и той забива нож в гърдите на жена си. Селяните, които преди това са ръкопляскали, мислейки че всичко е игра, разбират, че това вече не е представление. Умирайки Неда вика Силвио, той се хвърля към нея, но Канио убива и него. В настъпилата тишина се чуват думите „Комедията свърши!“ (La Commedia è finita!).

#### „Комедията свърши!“
Има две версии за края на операта. При едната, в съответствие със замисъла на Леонкавало, думите „Комедията свърши“ се произнасят от Тонио. По този начин чрез ясна препратка към пролога се създава рамката на цялото представление и става видим сценарият спектакъл-в-спектакъл-в-спектакъл. При другата версия, която дотогава е била по-традиционна, тези последни думи на операта принадлежат на Канио. Съвремените постановки в повечето случаи следват първоначалната идея на автора.

## Музика
„Палячи“ е най-добрата и популярната опера на Леонкавало. Авторът осъществява основната концепция на веризма – да се представя реалния живот – не само чрез сюжета, но и чрез музиката. Светът на пътуващите комедианти е описан чрез теми в духа на италианските песни, комедията дел арте е представена чрез музиката в стила на 16 век. С голямо майсторство са изобразени психологическите състояния и чувствата на персонажите.
Оркестровата интродукция към пролога разкрива сюжета на операта, представяща човешката драма и комедията дел арте, като противопоставя страстните и тъжните теми на радостните и живи мелодии. Контрастът се запазва и в арията на Тонио. Изградена върху три теми тя е лирическа в началото, но постепенно се насища с патетика и драматизъм.
Патетичният завършек на пролога се сменя с радостния хор на селяните и веселото ариозо на Канио. Следва лиричната балада на Неда, ариозото на Тонио, неговият дует с Неда и дуетът на Силвио и Неда. Първото действие завършва с прочутата ария „Смей се, палячо“ (Ridi, Pagliaccio).
Комедията дел арте във второто действие започва с грациозния менует на Коломбина. Следват галантната серенада на Арлекино и гротескното изпълнение на Тадео. Лекият дует на Коломбина и Арлекин напомня гавот. С появата на Палячо на сцената игривият тон на комедията се сменя с напрегната атмосфера, която преминава в драматичната кулминация – изпълнението на „Не! Палячо не съм“ (No! Pagliaccio non son!).
Музиката на операта тече като непрекъснат поток, ариите и хоровите изпълнения не се възприемат като отделни номера, оркестърът има самостоятелна роля. В интродукцията се въвеждат основните музикални теми, чрез интермецото пред второто действие се напомня за настроенията от пролога, финалът на операта е оркестровото фортисимо на темата от „Смей се, палячо“.

### Оркестрация
Оркестърът се състои от: 2 флейти, флейта пиколо, 2 обоя, английски рог, 2 кларинета, бас кларинет, 2 фагота, 4 валдхорни, 3 тромпета, 3 тромбона, басова туба, тимпан, голям барабан, чинели, 2 арфи, струнни.
Зад сцената се използват фагот, тромпет, камбанки, соло цигулка. Големият барабан се използва на три места – на сцената, зад сцената и в оркестровата яма.